# Bloons Tower Defense
Bloons Tower Defense (também conhecido como Bloons TD) é uma série de jogos de tower defense sob a série Bloons produzida e criada por Ninja Kiwi. O jogo foi inicialmente desenvolvido como um jogo de navegador web, construído sobre a plataforma Adobe Flash e lançado em 2007. Jogos posteriores da série expandiram-se para suportar várias plataformas móveis, incluindo Android, iOS, PlayStation Portable e Nintendo DSi.
No jogo, os jogadores tentam prevenir que Bloons (balões) alcancem o final de um dado percurso, ao colocar torres ao longo dele; unidades que podem estourar os bloons em uma variedade de formas. Ganha-se dinheiro ao estourar balões e completar níveis, que pode ser gasto com torres-extra ou upgrades para as já existentes, ou até mesmo itens especiais como exploding pineapples (abacaxis explosivos) e monkey glue (cola de macaco).
A série recebeu recepção mista, com a maioria dos jogos com avaliação positiva nos reviews. Algumas versões foram descritas como os melhores jogos de tower defense gratuitos para sua plataforma, enquanto o criticismo tem sido largamente devido à falta de inovação em jogos recentes e problemas de performance.

## Série

### Bloons Tower DefenseeBloons Tower Defense 2
Bloons Tower Defense foi lançado no fim de 2007 como jogo em flash de navegador web. Bloons Tower Defense 2 foi lançado logo após, no começo de 2008, adicionando novas torres, opções de múltiplos mapas, novos bloons e uma opção de dificuldade do jogo.

### Bloons TD 3
Bloons TD 3 foi lançado poucos meses depois do lançamento do Tower Defense 2, nomeado diferentemente devido a uma disputa de marca registrada com Com2uS. Como no segundo jogo, foram adicionados novas torres, bloons e mapas.
Uma versão desse jogo foi lançada para iOS intitulada Bloons TD; disponível em 3 de outubro de 2009 na iOS App Store. Essa versão do jogo também foi lançada para PlayStation Portable em 2010. Outra versão do jogo, intitulada simplesmente Bloons TD, foi lançada para DSiWare em 2011.

### Bloons TD 4
Bloons TD 4 foi lançado online em outubro de 2009, com uma versão de iOS lançada em 7 de dezembro de 2010, desenvolvida em conjunto com a Digital Goldfish. A jogabilidade passou por mudanças incluindo uma atualização gráfica, a habilidade de salvar o jogo atual, e a introdução de um sistema de níveis baseado em desbloqueios. O sistema de upgrades de torres recebeu várias mudanças, incluindo o número de upgrades por torre, e foram adicionados novos mapas e modos de jogo.
As versões de iPhone e iPad foram compradas mais de um mihão de vezes. Uma versão do jogo também foi lançada para DSiWare em 2012.

### Bloons TD 5
Bloons TD 5 foi lançado em dezembro de 2011 com gráficos melhorados e adição de upgrades, percursos, torres e tipos de bloons. O jogo também introduziu um recurso de desafio que determina um certo objetivo para o jogador alcançar, recompensando-o com mais moeda interna do jogo. Em 15 de novembro de 2012, BTD 5 foi lançado em iOS mundialmente para iPhones e iPods.

### Bloons TD Battles
Bloons TD Battles foi lançado em 2012, e depois, em 2013, para as plataformas Android e iOS. O jogar é similar ao de Bloons TD 5, mas dois jogadores competem um contra o outro em um de dois modos de jogo. No modo "assault" (assalto), cada jogador normalmente progride através de níveis. Entretanto, os jogadores também têm a habilidade de comprar bloons adicionais, enviando-os ao oponente, esmagando o seu competidor. No modo "defense" (defesa), os jogadores jogam um jogo natural, mas com a tela dividida verticalmente. Os jogadores podem usar dinheiro para aumentar seu lucro. Os objetivos de ambos os jogos é ultrapassar o oponente na sobrevivência aos ataques dos bloons.

### Bloons Monkey City
Bloons Monkey City, lançado em dezembro de 2014. Como em Bloons TD Battles, a jogabilidade central é similar ao de BTD5, entretanto, o jogador deve manter uma cidade, expandindo-a ao capturar áreas chamadas "tiles" e lutando contra outros jogadores através de um recurso interno do jogo chamado "Monkey v. Monkey" (Macaco x Macaco). O jogo foi lançado para navegadores web, mas um port para iOS e Android foi lançado respectivamente em dezembro de 2014 e fevereiro de 2015.

### Bloons TD 6
Bloons TD 6 foi lançado no dia 18 de junho de 2018, para Android e IOS. Segue o mesmo estilo de seu antecessor,porém com a adição de heróis e 2 novas torres, além de que cada torre recebeu novas melhorias e agora são 3D.